# Sara Karloff
Sara Karloff, eigentlich Sara Jane Karloff (* 23. November 1938 in Los Angeles) ist eine
US-amerikanische Filmschaffende und Unternehmerin. Sie ist die Tochter und Nachlassverwalterin des berühmten Horrorfilm-Darstellers Boris Karloff (Frankenstein).

## Leben und Werk
Sara Jane wurde als erstes und einziges Kind von Boris Karloff und seiner vierten Ehefrau Dorothy Stine geboren. Zufällig war der Tag ihrer Geburt, ein 23. November, auch der Geburtstag ihres Vaters und gleichzeitig Drehtag des Karloff-Films Frankensteins Sohn. Als der nunmehr 51-jährige frischgebackene Vater die Nachricht von der Geburt seiner Tochter erhielt, eilte er – zum Schrecken der Krankenschwestern – ohne die berühmte Monster-Maske abzulegen, ins nahe gelegene Krankenhaus, wie er der Tochter später erzählte.
Als Heranwachsende hatte sie es nach eigener Aussage nicht immer leicht als Tochter eines berühmten Film-Monsters und wurde in der Schule oft gehänselt. Schauspielerin wollte sie zu keiner Zeit werden und hatte auch wenig Beziehung zur Filmwelt in Hollywood, begleitete den Vater jedoch gelegentlich an den Set und zu Bühnenvorstellungen wie Peter Pan, wo der Schauspieler einmal nicht den Unhold gab.
Das änderte sich erst Jahrzehnte später und begann mit einem deutschen Spielfilm: In dem Streifen My lovely Monster um ein Stummfilm-Monster spielte sie neben u. a. Ferdy Mayne, Matthias Fuchs, Forrest J Ackerman und Silvio Francesco (!) sich selbst. Der Film aus Deutschland wurde zwar ein Flop, aber von nun an war Sara Karloff als Beraterin und Mitwirkende in zumeist US-amerikanischen Dokumentarfilmen, Fernseh- und Videoproduktionen bis heute aktiv. Fast immer sind es Filme über ihren Vater oder die Geschichte des Horrorfilms im Allgemeinen. Als Schauspielerin einer Rolle tritt sie nicht in Erscheinung, sondern immer als sie selbst.
Sara Karloff widmet sich seit den 1990er Jahren ganz der Pflege des Andenkens an ihren Vater und dessen Vermarktung: Nach neuerem kalifornischen Recht behalten die Erben einer berühmten Person auf Grund des California Celebrity Rights Act’s bis 50 Jahre nach dessen Tod die Rechte an Namen, Nachahmung, Stimme, Unterschrift und Person, nach den Federal Trademark Laws für Warenzeichen ähnliche Rechte ohne zeitliche Begrenzung. 1993 gründete sie die Firma Karloff Enterprises (TM) und vergibt seither nicht nur Lizenzen rund um die Person Boris Karloff, sondern vermarktet auch eine von ihr entwickelte Boris-Karloff-Linie mit Devotionalien aller Art – von Büsten und Porträtzeichnungen über Poster und Kunstpostkarten bis hin zu Armbanduhren, Krügen, Kappen und T-Shirts mit dem Konterfei ihres Vaters. 2000 strengte sie gegen das Filmstudio Universal Studios eine Millionenklage wegen nicht eingehaltener Lizenzvereinbarungen an, dessen Ende noch offen ist: Der Sohn des Graf-Dracula-Darstellers Bela Lugosi, ein auf derlei Fälle spezialisierter Jurist, prozessierte wegen der Rechte an seinem Vater gegen Universal zwölf Jahre lang, bis es zu einem Vergleich kam.
Sara Karloff ist mit den Familien der anderen beiden großen Horrorfilm-Legenden Bela Lugosi und Lon Chaney jun. befreundet und betreibt mit ihnen gelegentlich gemeinsame Aktionen wie die Herausgabe von Sonderbriefmarken mit den Konterfeis der Drei in Zusammenarbeit mit der US-Bundespost. Sie hält Kontakt zu Fanclubs, übernimmt Schirmherrschaften bei Festivals und Ausstellungen, hält Vorträge und schreibt Vorworte für Bücher und Videos nicht nur über ihren Vater, sondern zum Thema Horrorfilm allgemein und gilt als eine der führenden Persönlichkeiten der US-amerikanischen Erinnerungskultur der großen Zeit der Horror-Filmklassiker.
Sara Karloff hat zwei Söhne und lebt mit ihrem Mann in Kalifornien auf einer Ranch, ihre Urgroßtante war Anna Leonowens, historisches Vorbild für Anna und der König.

## Filmografie (Auswahl)
- My lovely Monster (Spielfilm), Buch und Regie: Michael Bergmann, mit u. a. Ferdy Maine („Tanz der Vampire“), Deutschland 1990
- Halloween … The Happy Haunting of America! (Dokumentarfilm mit Spieleinlagen) Regie: Daniel Roebuck (auch Buch), Chuck Williams, mit u. a. Alice Cooper, USA 1997
- Universal Horror (TV-Dokumentation), Buch und Regie: Kevin Brownlow, mit u. a. Kenneth Branagh (Sprecher), Ray Bradbury, Carla Laemmle („Phantom der Oper“) und Fay Wray („King Kong“), Großbritannien 1998
- She’s Alive! Creating the Bride of Frankenstein (Dokumentarfilm), Buch und Regie: David J. Skal, mit u. a. Joe Dante („Gremlins“), USA 1999